# Koloběh dusíku

Zjednodušené schéma koloběhu dusíku. (pozn: nitritační a nitratační bakterie se někdy souhrnně nazývají bakterie nitrifikační

Koloběh dusíku je biogeochemický cyklus, který popisuje přeměnu dusíku a jeho sloučenin v přírodě. Velkou roli v koloběhu dusíku hrají organismy a zejména biologická fixace dusíku. Koloběh dusíku probíhá v několika fázích.

## Procesy v koloběhu dusíku
Dusík prochází, zejména díky organismům, na Zemi neustávajícím koloběhem. Posloupnost organických látek je: vzdušný dusík - amoniak - organické látky (nukleové kyseliny, nukleotidy) - amoniak - dusitany - dusičnany - vzdušný dusík.

### Diazotrofie
Při biologické fixaci neboli diazotrofii se rozbíjí trojná vazba vzdušného dusíku (N2) pomocí enzymu nitrogenáza. Dusík se zabuduje do amonných iontů (NH4+). Tuto reakci zvládají jen některé prokaryotické organismy, které někdy využívají symbiotického svazku s vyššími rostlinami (například bobovité, olše).
Na biologické fixaci se podílí mnoho skupin prokaryotních organismů, ale zejména různé bakterie včetně aktinomycet a sinic. Tyto organismy můžeme rozdělit do dvou skupin, podle toho, zda vytvářejí symbiotický vztah s vyššími rostlinami.
- Symbiotičtí vazači dusíku (velmi často tzv. hlízkové bakterie): Rhizobium, Bradyrhizopodium, aktinomyceta Frankia, sinice Nostoc
- Volně žijící vazači dusíku
  - aerobní bakterie Azotobacter, Clostridium, žijí v půdě, slané i sladké vodě
  - autotrofní sinice: sladkovodní Anabaena a Aphanizomenon, mořská sinice Trichodesmium

### Asimilace
Při asimilaci se začleňuje dusík do těla organismů.
Rostliny přijímají dusík jako dusičnany, případně jako amonné ionty přímo z půdy. Dusičnany jsou redukované na dusitany a posléze zabudovány do aminokyselin, nukleových kyselin, chlorofylu, a podobně.
U rostlin, které přijímají amoniak díky hlízkovým bakteriím, je práce s dusitany a dusičnany zjednodušená. Dusík díky potravnímu řetězci proniká od rostlin a bakterií k jejich predátorům, až na vrchol potravní pyramidy, a to v podobě rostlinných aminokyselin a nukleotidů, vyrobených z jejich fixovaného dusíku.

### Amonifikace
Amonifikace je přeměna dusíkatých organických látek zpět na amoniak. Tento jev zprostředkovávají rozkladači, tedy zejména bakterie a houby. Amonifikace je proto jedním z pochodů biologického rozkladu (mineralizace).
Amonifikace je mikrobiální proces v přírodě, při kterém se z bílkovin a jiných organických sloučenin (obsahujících aminové skupiny) uvolňuje amoniak.
Amonifikaci uskutečňují tzv. amonizační bakterie, jenž svými proteolytickými enzymy rozkládají bílkoviny na aminokyseliny, které jsou pak dále deaminovány až na plynný NH3, případně na iont NH4+.
V období maximální tvorby amoniaku k bakteriím přistupují aktinomycety. Na konci procesu se silně rozvíjejí houby.

### Nitrifikace
Nitrifikace (neboli oxidace amoniaku) probíhá ve dvou krocích, nejdříve se tvoří dusitany(NO2−) - nitritace a dále pak dusičnany(NO3−) -nitratace. Vznikají sloučeniny velmi vhodné pro výživu vyšších rostlin.
- Nitritace - Nitritační bakterie převádějí amoniak na dusitany. Známá nitritační bakterie je Nitrosomonas. 2 NH3 + 3 O2 → 2 NO2- + 2 H+ + 2 H2O

Nitrosolobus, Nitrosococcus, Nitrosomonas, Nitrosospira.
- Nitratace - Nitratační bakterie převádí dusitany na dusičnany. Známá nitratační bakterie je Nitrobacter. 2 NO2− + O2 → 2 NO3−

Nitrobacter a Nitrococcus.

### Denitrifikace
Denitrifikace je přeměna dusičnanů na plynný dusík. Při nedostatku kyslíku ji využívají některé bakterie např. Pseudomonas a některé houby.

### Anammox
Anaerobní oxidace amoniaku.
NH −
4  + NO −
2  → N 
2  + 2H 
2 O